# Изобата
Изоба́та (от немски: Isobathe и френски: isobathe от гръцки: ìσоβαδης – „еднакво дълбок“) е линия на карта или план, съединяваща точки с еднакви дълбочини във водоем (езеро, море, океан). Линиите обикновено са сини и са прекъснати за нанасяне на числото, обозначаваща дълбочината.